# Triptognathus fumipennis
Triptognathus fumipennis là một loài tò vò trong họ Ichneumonidae.